# Miliardi e miliardi
Miliardi e miliardi: Riflessioni di fine Millennio sulla Terra e i suoi inquilini, pubblicato da Random House nel 1997, è l'ultimo libro scritto dal famoso astronomo e divulgatore scientifico americano Carl Sagan prima della sua morte nel 1996.
Il libro è una raccolta di saggi scritti da Sagan che coprono diversi argomenti quali il riscaldamento globale, la sovrappopolazione, la vita extraterrestre, la moralità, e il dibattito sull'aborto. L'ultimo capitolo scritto da Sagan è il racconto della sua lotta con la mielodisplasia, la malattia che gli tolse la vita nel Dicembre del 1996.
Dopo la morte di Sagan, sua moglie Ann Druyan aggiunse al libro un epilogo nel quale racconta gli ultimi giorni di vita del marito.

## Capitoli

### Parte I: La Forza e la bellezza della quantificazione
- 1. Miliardi e miliardi
- 2. La scacchiera persiana
- 3. Cacciatori del lunedì notte
- 4. Lo sguardo di Dio e il rubinetto che gocciola
- 5. Quattro interrogativi cosmici
- 6. così tanti soli, così tanti mondi

### Parte II: che cosa conservano i conservatori?
- 7. Un mondo arrivato per posta
- 8. L'ambiente: dov'è finita la prudenza?
- 9. Creso e Cassandra
- 10. È scomparso un pezzetto di cielo
- 11. La trappola: il surriscaldamento del pianeta
- 12. Sfuggire alla trappola
- 13. Religione e scienza: un'alleanza

### Parte III: Dove il cuore e la mente entrano in collisione
- 14. Il nemico comune
- 15. Aborto: è possibile essere al tempo stesso «per la vita» e «per la libera scelta»?
- 16. Le regole del gioco
- 17. Gettysburg e oggi
- 18. Il XX secolo
- 19. Nella Valle dell'ombra
- Epilogo